# بات نايت (مسلسل)
 بات نايت مسلسل كويتي، من إخراج محمد دحام الشمري.

## البطولة
- خالد المظفر بدور «محبوب/بات خال»
- سلطان الفرج بدور «المحنط»
- نوف السلطان بدور «بخيتة/القطوة»
- عبد الله الرميان بدور «سلطان الدريبيل/القبقوب»
- مشاري المجيبل بدور «الميكر»
- مشعل العيدان بدور «السوسة»
- محمد عاشور بدور «الراهي»
- سعاد الحسيني بدور «هيله»
- أحمد التمار بدور «أبو عنبر»
- رابعة اليوسف بدور «ام عنبر»
- خالد السجاري بدور «بو فرج»
- شهد سلمان بدور «ام فرج»
- عبد العزيز السعدون بدور «عنبر»
- منى مكي بدور «المذيعة نونو»
- اريج العطار بدور «الزعيمة»
- خديجة الشايع بدور «زوجة الدربيل»
- إيمان فيصل بدور «خوخة/ام عيدة»
- شملان المجيبل بدور «المراسل صنقور»
- خالد الفرحان بدور «المصور منصور»
- مشعل الفرحان بدور «مدير التحرير»
- مشعل المجيبل بدور «الصحفي شعبان»
- فيصل السعد بدور «الطيحة»
- عبد العزيز التركي بدور «محقان»
- محمذ الصحاف بدور «المتطفل»
- علي بولند بدور «عرموط»
- فهد العامر بدور «دكتور قاري»
- سعيد السعدون بدور «المراسل شادي»
- أحمد عبد النبي بدور «البائع»
- طاهر صباح بدور «المذيع جوهر»
- أحمد العونان بدور «الوزير لؤي»
- مي التميمي بدور «رمانة الحاسوم»